# Luna Ki
Luna Ki, de son vrai nom Luna Górriz (née le 11 février 1999 à Barcelone), est une chanteuse espagnole de musique urbaine. Elle se fait connaître pour la première fois en 2019, grâce à son single Septiembre, et en 2022, elle se fait à nouveau connaître après sa participation au festival Benidorm Fest 2022. Luna se distingue par son activisme dans le domaine des droits LGBT et de la santé mentale,.

## Biographie
Luna naît dans la ville de Barcelone, où elle vit jusqu'à la fin de ses études de baccalauréat à l'école Massana. Elle étudie également pendant sept ans au Conservatori Superior de Música del Liceu. Luna décrit ces années de sa vie comme une adolescence très difficile, au point de s'auto-mutiler et de tenter de mettre fin à ses jours,
La carrière musicale de Luna commence lors des soirées Infierno, l'épicentre de la scène underground espagnole en plein essor à l'époque. Il poste sur SoundCloud une première reprise de sa chanson Septiembre enregistrée avec son téléphone portable.
En 2019, son père accepte de lui donner 15 euros pour publier officiellement sa première chanson, Septiembre, sur Internet. Parallèlement, elle sort son EP Unknown, 2034. En 2025, Septiembre accumule 17 millions d'écoutes sur Spotify et 6,8 millions de lectures de son clip vidéo sur YouTube, en plus d'être certifiée disque d'or par PROMUSICAE,. Plus tard, elle crée de nouveaux morceaux et collabore avec des artistes espagnols tels que Kenya Racaile et Bejo. À partir de février 2021, Luna sort plusieurs singles qui feront partie de son premier album : Disney, avec Babi, Fake et Putón.
Le 10 décembre 2021, sa participation au Benidorm Fest 2022 est annoncée avec sa chanson Voy a morir, un concours qui choisirait les représentants de l'Espagne pour le Concours Eurovision de la chanson 2022, bien qu'elle ait failli être disqualifiée pour avoir déjà chanté la chanson lors d'un concert en septembre 2020. Cette chanson parle de la mort et fera partie de son premier album. Quelques jours avant le festival, Luna annonce son retrait du Benidorm Fest. Ce retrait ravive le débat en Espagne sur l'utilisation de l'Auto-Tune. Début février, elle publie une version symphonique de la chanson dans une Gallery Session et à la fin de ce même mois, elle publie le clip officiel de Voy a morir, faisant référence à toute la polémique.
Le 2 mars 2022, elle publie Febrero, une autre chanson de son album, qu'elle avait précédemment présentée en avant-première sur TikTok. Cette chanson servira de suite à son plus grand succès jusqu'alors, Septiembre. Après l'avoir présenté le 31 mars à Madrid, puis à Séville et Grenade en mai. Le 20 mai 2022, Luna sort Cl34n, son premier album, qui comprend 15 chansons. Le 27 mai 2022, elle donne un concert à Barcelone, puis chante dans des festivals, comme le Holika, et lors de ses propres concerts. Elle se produit également lors de la Pride Barcelona,.
Sa première sortie en 2023 est le 17 mars : La Partida, une chanson « inspirée par la culture de l'annulation et de la haine qui contamine et intoxique les réseaux sociaux », suivie de Play Doh, avec son frère Pablo Escobarras, sortie le 14 avril. Le 23 juin, il sort Ya no late, avec le dominicain Lennis Rodríguez.

## Discographie

### Albums studio
| Titre | Détails                                                                          | Meilleure position |
| Titre | Détails                                                                          | ESP                |
| ----- | -------------------------------------------------------------------------------- | ------------------ |
| CL34N | - Sortie : 20 mai 2022 - Label : Indépendant - Chronique de Jenesaispop : 7,5/10 | 34                 |

### EP
| Titre                 | Détails                                         | Meilleure position |
| Titre                 | Détails                                         | ESP                |
| --------------------- | ----------------------------------------------- | ------------------ |
| Unknown, 2034         | - Sortie : 9 février 2019 - Label : Indépendant | —                  |
| Generación de cristal | - Sortie : mars 2024 - Label : Indépendant      | —                  |

### Singles notables
- 2019 : Trance
- 2019 : Septiembre (PROMUSICAE :  Or)[5]
- 2019 : Buenos días
- 2019 : Rivotril (avec Kenya Racaile)
- 2023 : Play Doh (avec Pablo Escobarras)
- 2023 : Par de vistos
- 2024 : Bachata sin pijama

### Tournées
- 2034 Tour (2020)
- CL34N TOUR (2022-2023)
- GDC Tour (2024)

## Filmographie
- 2022 : Fanático : caméo (un épisode)[17]